# بطولة العالم للدراجات على المضمار 1920
بطولة العالم للدراجات على المضمار 1920 هي الدورة ال23 من بطولة العالم للدراجات على المضمار، أجريت في أنتويرب، بلجيكا.

## النتائج النهائية
| المسابقة                              | ذهبية               | فضية               | برونزية                 |
| ------------------------------------- | ------------------- | ------------------ | ----------------------- |
| السرعة الفردية                        | روبرت سبيرز ‏ (AUS)  | إرنست كوفمان (SUI) | William J. Balley (GBR) |
| سباق مطاردة الدراجة النارية للمحترفين | Georges Seres (FRA) | فيكتور ينارت (BEL) | بول سوتر (SUI)          |